# Lada Samara
De VAZ 2108 (Russisch: ВАЗ 2108) is een door AvtoVAZ in de Sovjet-Unie, later Rusland, ontwikkelde en gebouwde personenauto die werd geproduceerd van 1985 tot eind 2013. De auto werd in de Sovjet-Unie tot 1991 verkocht onder de naam Spoetnik (Спутник, Russisch voor metgezel, reisgenoot), de exportaanduiding was Lada Samara, vernoemd naar de Samara-rivier.

## Geschiedenis
Naast alle inspanningen voor de doorontwikkeling van de conventioneel aangedreven Lada 2105-modellen begon VAZ parallel hieraan vanaf 1978, op basis van marktonderzoeken en tests, met de voorbereidingen voor de productie van een voorwielaangedreven hatchback. Veel aandacht was daarbij ook voor een vereenvoudiging van de productie.

## Eerste generatie: 2108 (1985 - 2003), 2109 (1987 - 2004) en 21099 (1991 - 2004)

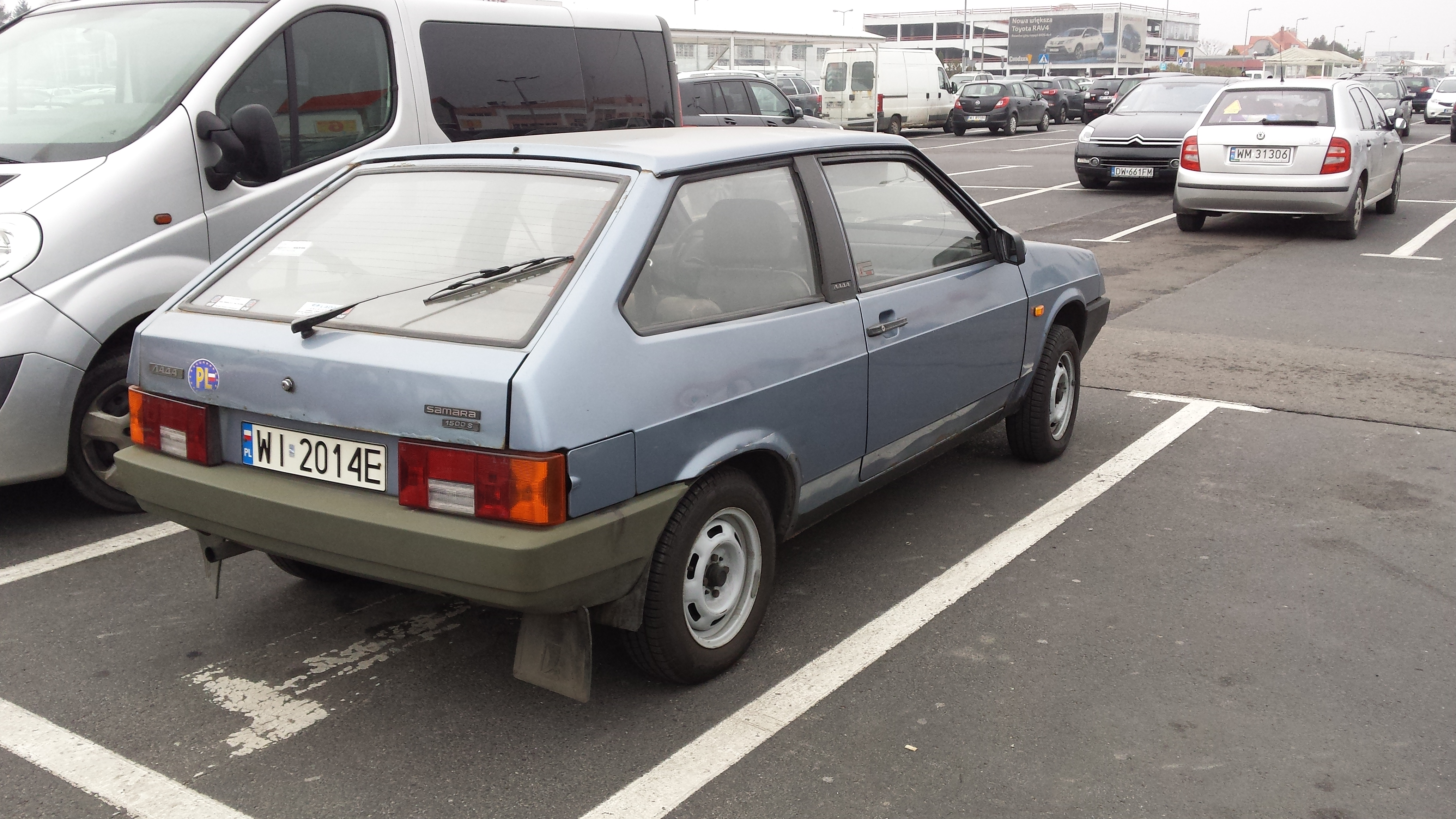
VAZ 2108
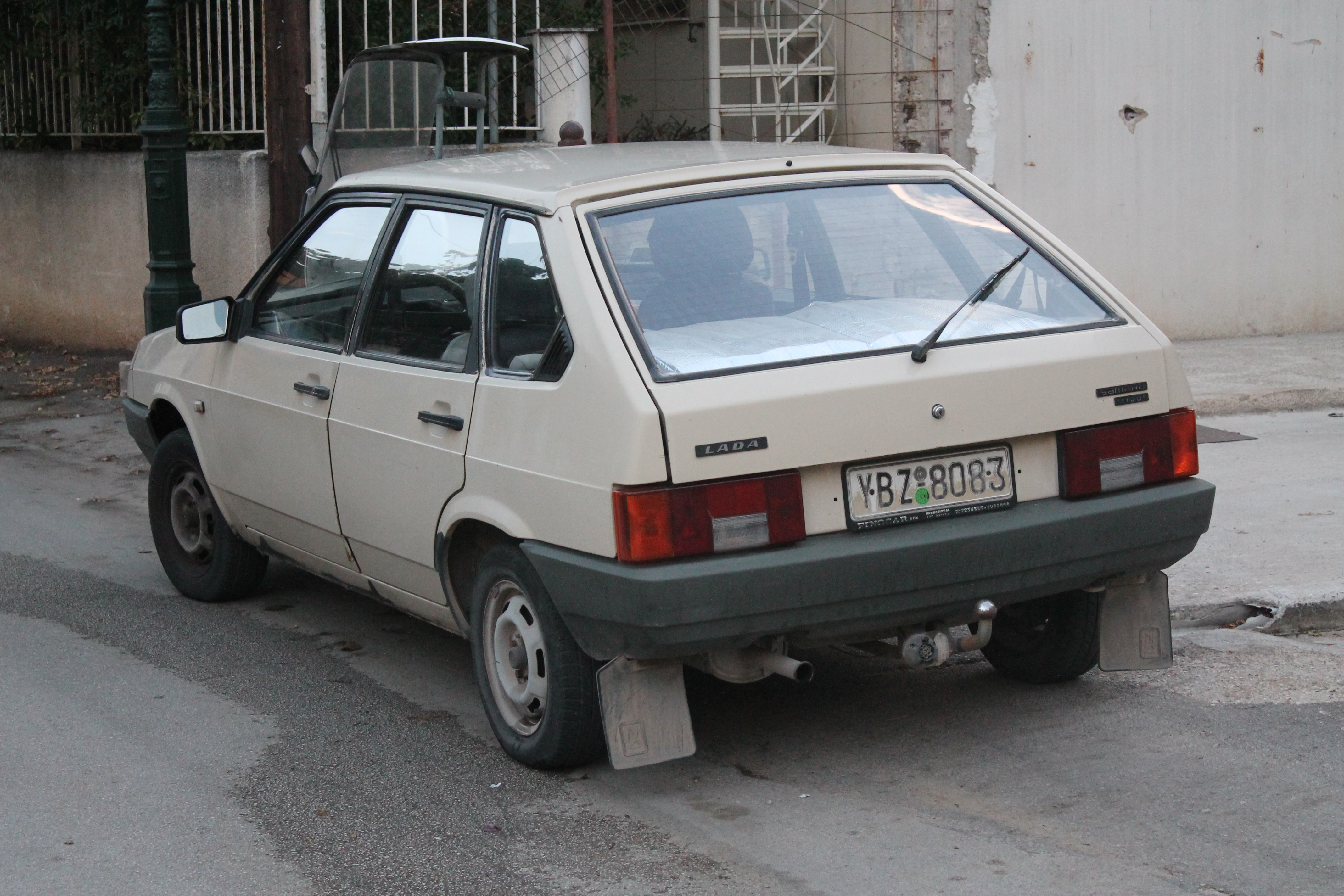
VAZ 2109
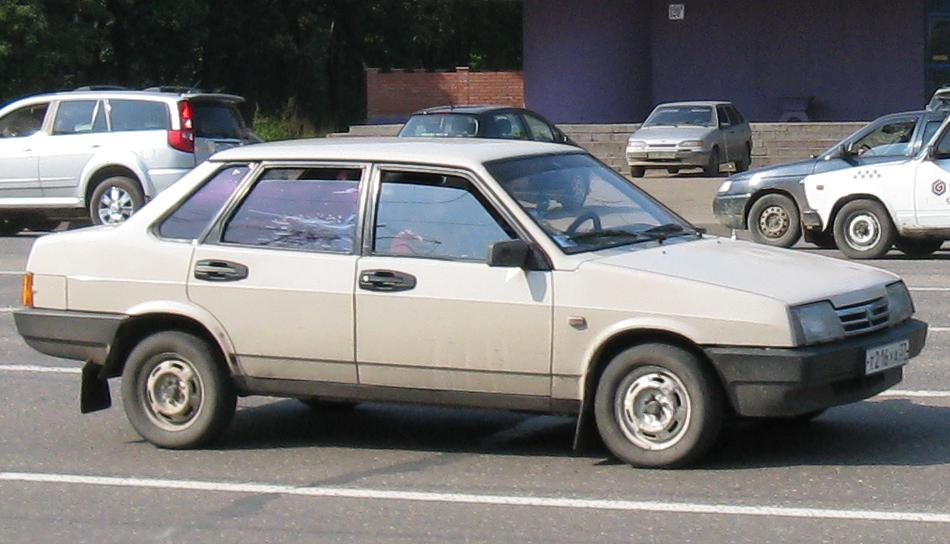
VAZ 21099/Lada Diva
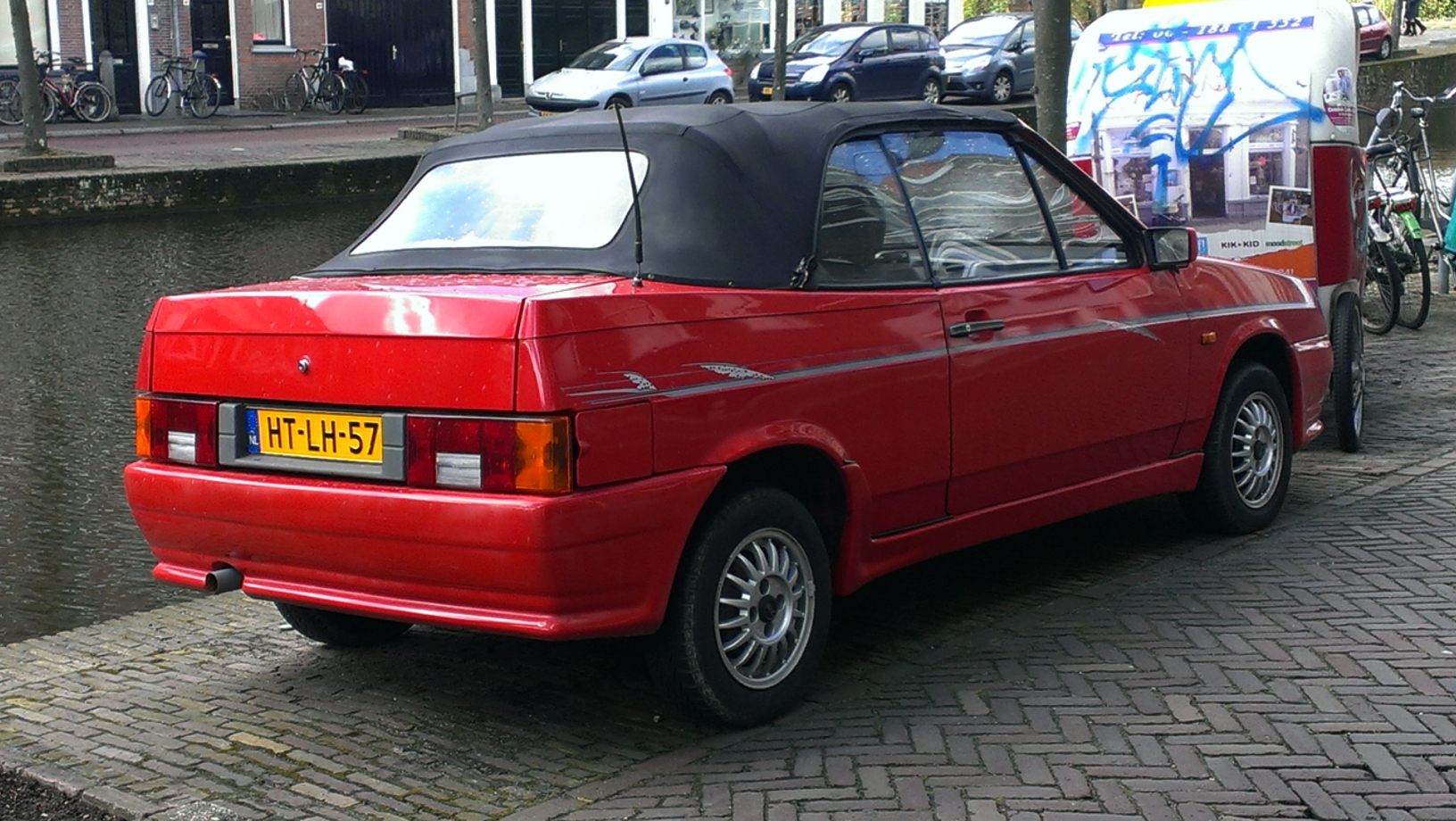
Lada Samara Cabriolet, ook wel Natasha genaamd.

Resultaat van deze inspanningen was de 2108, een driedeurs waarvan de serieproductie in 1985 begon. De aerodynamisch gunstig gevormde carrosserie met de opmerkelijke "neus" in de grille hielp de auto aan een Cw-waarde van 0,36, 18 procent gunstiger dan bij de 2105, waardoor het verbruik met 15 procent daalde.
Voor de constructie van de dwars ingebouwde viercilindermotor met 1300 cc, 48 kW (65 pk), het onderstel en voor de oplossing van technische problemen werd tussen 1980 en 1984 de firma Porsche ingeschakeld, die in die tijd dergelijke opdrachten voor andere bedrijven uitvoerde (bijvoorbeeld ook voor Seat). Insiders spraken over een opdracht van meer dan 50 miljoen Duitse mark, verder werd know-how bij andere bedrijven in het Westen en Verre Oosten ingekocht. Zodoende had de 2108 nauwelijks overeenkomsten met de VAZ-modellen tot dan toe. Ten opzichte van de 2105 was de 2108 ongeveer 100 kilo lichter en met rond de 80 kilo was het aandeel kunststofmaterialen meer dan verdubbeld. Ondanks de 12 cm kortere carrosserielengte bood de 2108 meer binnenruimte dan de 2105 en was ook technisch geheel bij de tijd en daarmee ook geschikt voor Westerse exportmarkten. In 1986 werd de Samara gelanceerd op het Autosalon van Brussel en in 1987 startte de export.
Verbonden aan de invoering van de nieuwe voorwielaandrijver waren ook economische hervormingen zoals planning en financieel beheer door zelfsturende teams, de fabrieksmedewerkers van AvtoVAZ waren daarmee voorlopers in de Russische automobielbouw.
Overeenkomstig de aankondiging dat nog tijdens het XII. Vijfjarenplan (1986 tot 1990) een variant van het nieuwe model zou volgen, werd in 1987 het 5-deurs model VAZ 2109 voorgesteld en werden ook motoren met 1500 cc, 53 kW (72 pk) en 1100 cc, 39 kW (53 pk) leverbaar.
In 1991 verscheen de VAZ 21099, in Nederland Lada Diva genaamd: een vierdeurs sedan met een nieuw ontworpen front. Het ontwerp van het oorspronkelijke front (waarbij koplampen en grille waren ondergebracht in een blok, de spatborden en motorkap begonnen pas daarachter) was omstreden. Met de introductie van de 21099 waren er ook aanpassingen voor de 2108 en 2109: de 1500-modellen kregen de spatborden en de motorkap van 21099. Bij andere uitvoeringen werden gladdere grilles en/of dubbele koplampen (zoals de sportiever ogende Samara Carlota) ingebouwd.
Wegens aangescherpte milieu-eisen werd in 1995 de elektronisch geregelde carburateur vervangen door een modern elektronisch motormanagement met multipoint-injectiesysteem afkomstig van General Motors en alleen de 1,5 liter bleef over. Sinds 2000 werd GM's inspuiting vervangen door een systeem van Bosch.

## Cabrioletversies

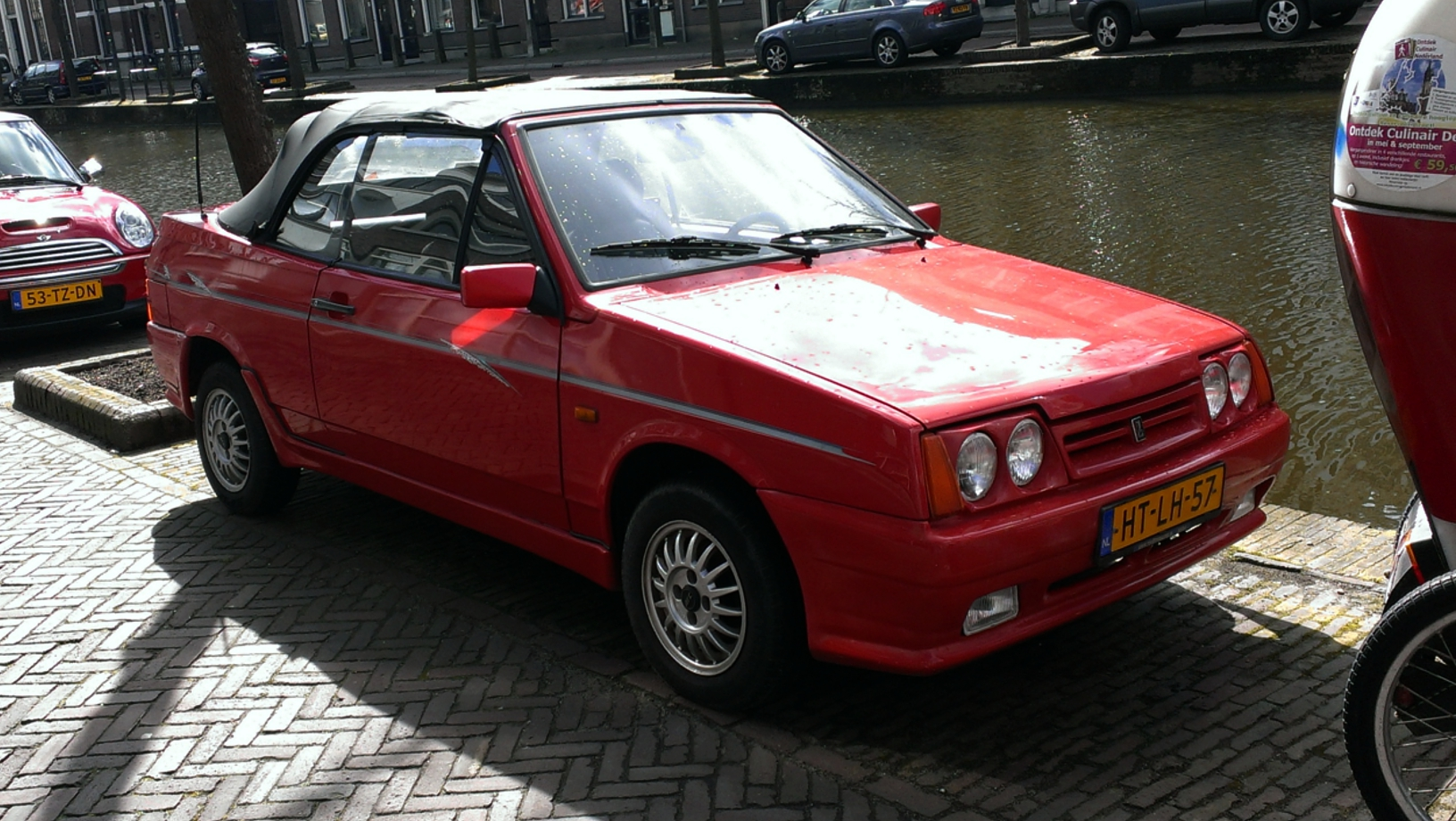
Lada Samara Cabriolet

Twee Samara-versies gaven wat extra kleur aan het officiële fabrieksleveringsprogramma. Het betreft van de standaardversie afgeleide speciale versies van onafhankelijke carrosseriebouwers die op bestelling via de Lada-importeur leverbaar waren.
In 1990 toonde de Belgische carrosseriebouwer EBS, die op dat moment al een cabriolet bouwde op basis van de tweede generatie Renault 5 (Supercinq), een prototype van een vierzits cabrioletversie van de Samara voorzien van een cabriodak (dat in opgevouwen toestand het achteruitzicht niet stoorde) en een ruime kofferruimte waarvan de klep vanaf de achterbumper opende. De ombouw had een vloeiende vormgeving zonder rolbeugel. Daarop sloot de Belgische Lada-importeur Scaldia-Volga SA een contract met EBS en vanaf 1991 was het model leverbaar als Lada Cabrio met 1100, 1300 of 1500 cc motor, in eerste instantie alleen op de Belgische markt. Vanaf 1992 werd de cabriolet ook aangeboden in Duitsland en Nederland en vanaf 1993 ook in Frankrijk, waar het model de naam Lada Natacha kreeg. Op dat moment was het de goedkoopste cabriolet op de Franse markt en Frankrijk zou de grootste afzetmarkt voor de Samara cabriolet worden, 164 exemplaren werden daar geregistreerd tot en met 1994, het overgrote deel met de 1500 cc motor. België volgde met 144 exemplaren en in Duitsland werden 106 stuks verkocht. In Nederland was de cabriolet geen succes. Uiteindelijk zijn 456 stuks geproduceerd, waarvan 10 voorserie-exemplaren. In 1996 ging EBS failliet.
Tegelijkertijd produceerde de Duitse carrosseriebouwer Bohse een combinatie van rolbeugelcabriolet en pick-up op basis van de Samara. Het standaard-dak bleef tot en met de B-stijl behouden, het achterste carrosseriedeel was zodanig gemodificeerd dat de auto het uiterlijk van een pick-up kreeg. De auto beschikte echter, in tegenstelling tot een pick-up, over een afdekbare tweezits achterbank en een conventionele kofferbak. In de B-stijl was een uitneembare cabine-achterruit gemonteerd, waardoor het bij goed weer een vierzits auto was waarvan de achterpassagiers van zon en frisse lucht konden genieten, bij slecht weer was het een tweezitter met extra bagageruimte. Dit model werd onder de namen Samara Fun en Samara Taiga en door de fabrikant zelf ook als Bohse Safari aangeboden. Ongeveer 2.000 exemplaren werden geproduceerd tussen 1990 en 1993, welke met name werden verkocht in Duitsland en Nederland.

## Samara Baltic

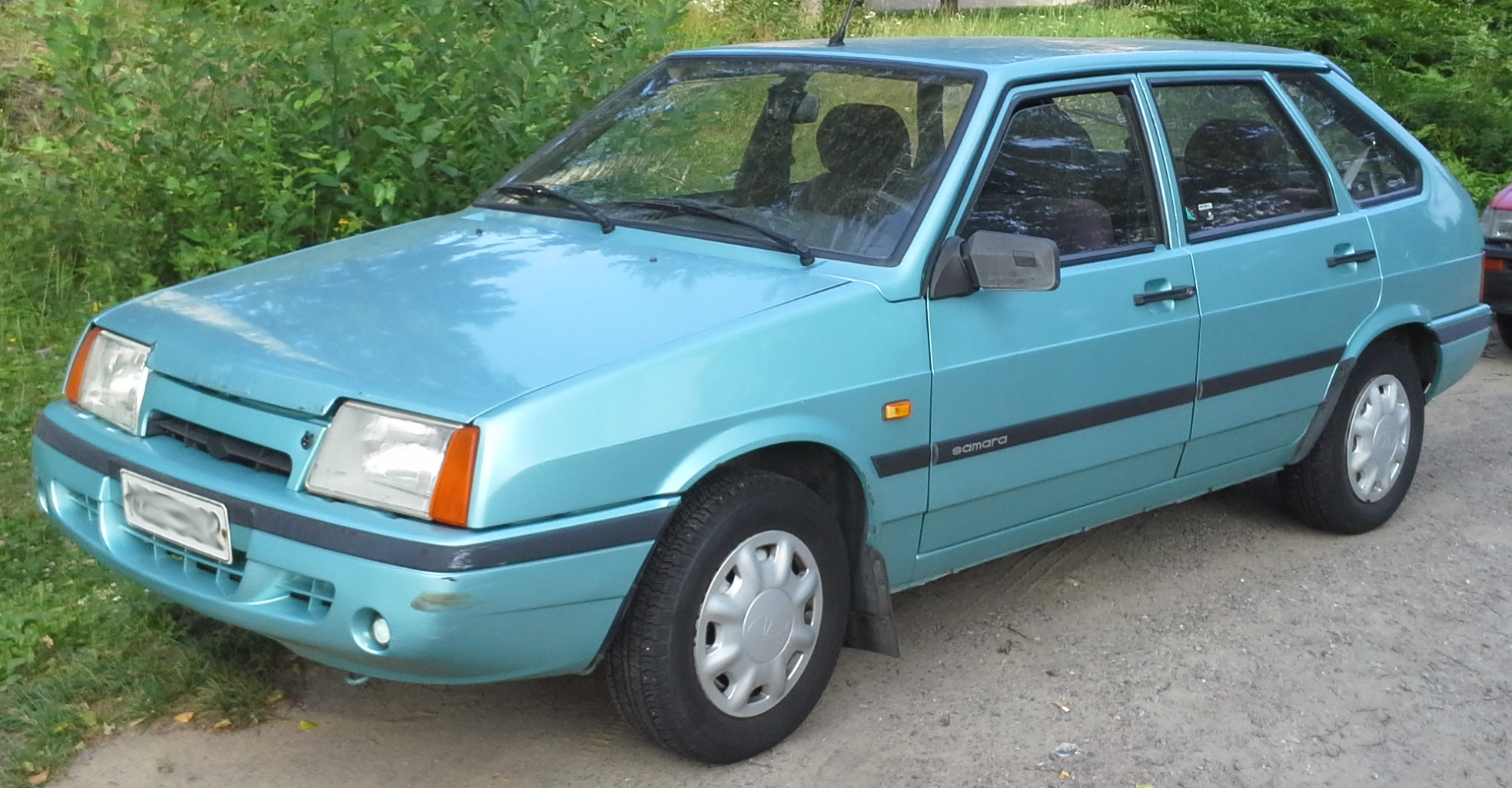
Lada Samara Baltic GL

De geschiedenis van de Samara bevat een periode van twee jaar waarin de auto werd geassembleerd in Finland. Valmet Automotive ondertekende in november 1995 een overeenkomst met de Duitse Lada-distributeur "Euro-Lada" om Samara's met een betere afwerking en uitrusting te leveren voor de West-Europese markt. Het doel was om 20.000 auto's per jaar te produceren over een periode van drie jaar.
Vanaf 1997 werd door Valmet op basis van de vijfdeurs 2109 de Baltic in Uusikaupunki gebouwd, waar op dat moment ook de Opel Calibra en Saab 900 cabriolet gebouwd werden.
Er waren twee varianten van de vijfdeurs Samara's 1.5 injectie: de Baltic en de Baltic GL. Beide uitvoeringen waren uitgerust met een bestuurdersairbag en verstevigingsbalken in de portieren. Er was een ronder gevormde afdekking over het bestaande (oude) dashboard geplaatst maar het onderste deel bleef ongewijzigd, net als de middenconsole. Verder had de Baltic andere geluiddempende materialen en beter zitmeubilair met nieuwe bekleding. De Baltic GL had andere, in carrosseriekleur meegespoten bumpers en ook op andere onderdelen waren de voor- en achterzijde gemoderniseerd. De Baltic was daarmee een mengeling van oud en nieuw, een combinatie van kwaliteit en gebrek daaraan.
De verkopen voldeden niet aan de verwachtingen in Finland en al helemaal niet in de rest van Europa, de prijzen waren te veel verhoogd ten opzichte van auto's gemaakt in Rusland. In Nederland bood Lada de Samara Baltic aan voor zo'n 24.000 gulden. Op zich was dat een schappelijke prijs, maar niet voor een gemoderniseerde maar in wezen ouderwetse auto als de Samara. Voor een vergelijkbaar bedrag waren er modernere auto's te koop. De fabricage van de Samara in Uusikaupunki werd in juli 1998 al binnen twee jaar gestaakt na 14.000 eenheden, minder dan een kwart van de doelstelling van 60.000 auto's.

## Tweede Generatie: 2115 (1997-2012), 2114 (2001-2013) en 2113 (2005-2013)

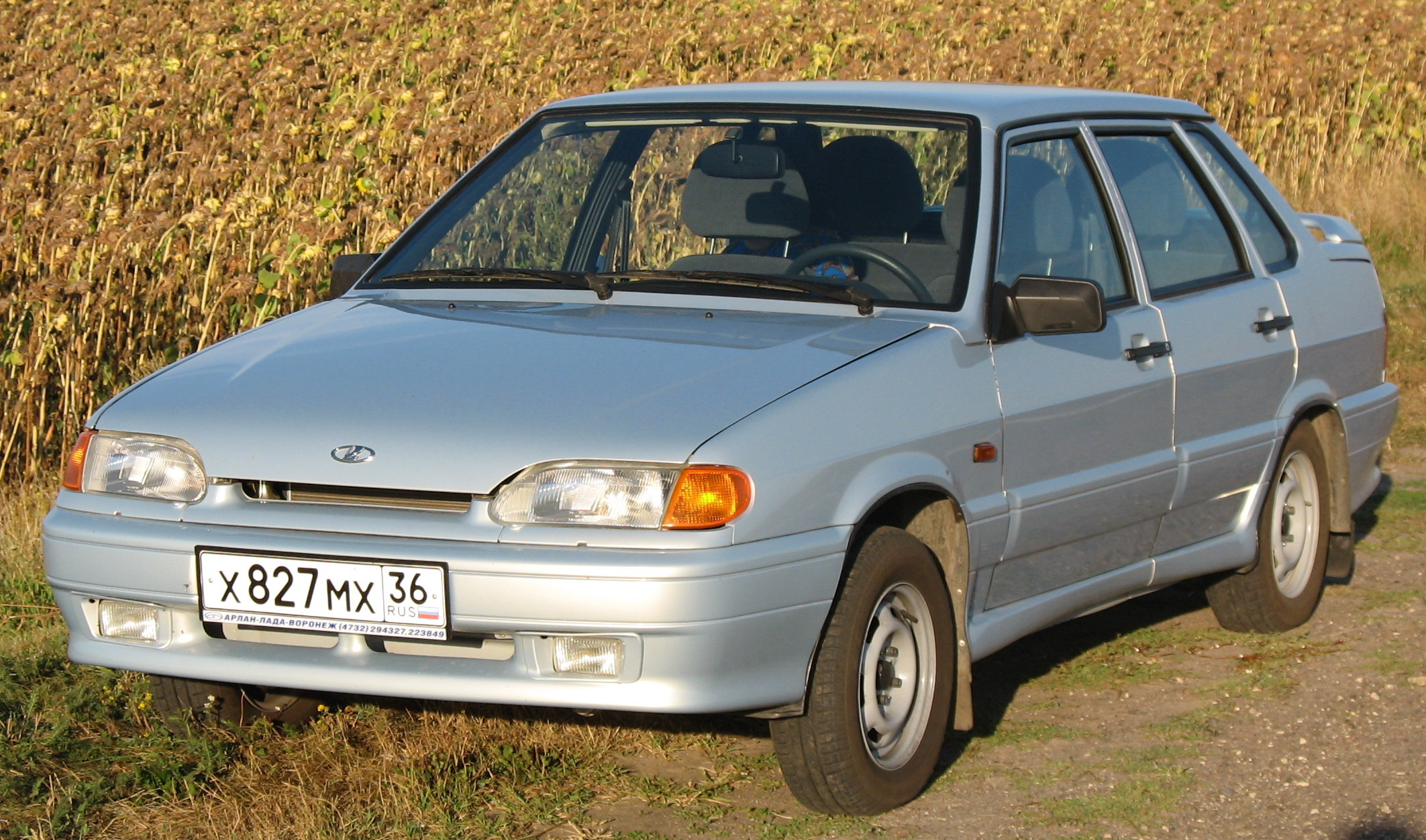
VAZ 2115
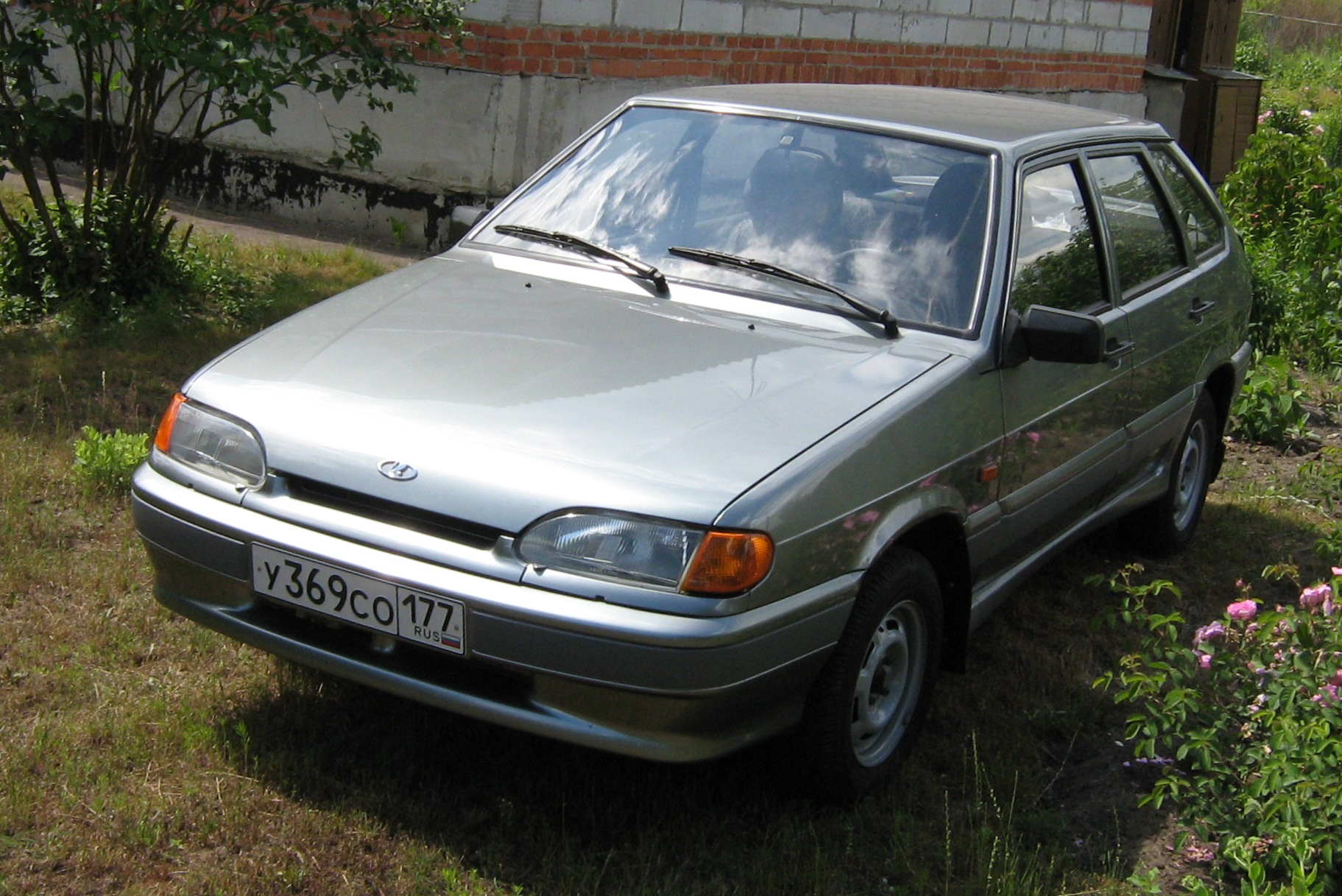
VAZ 2114

In 1997 werd de tweede generatie van de Samara gepresenteerd die begon met het sedanmodel 2115. Deze was gebaseerd op de 21099 maar had een ander interieur (met instrumenten van de VAZ 2110) en gewijzigde voor- en achterzijde. Alleen de zijlijn deed denken aan de voorganger. Naast de single point 1500i met 57 kW (77 pk) werd een 1,6 liter benzinemotor met 66 kW (90 pk) leverbaar.
In 2001 kwam de vijfdeurs 2114 op de markt en vanaf medio 2005 werd door de hernieuwde binnenlandse vraag ook de driedeurs weer geproduceerd, dit keer als 2113.
Vanaf 2010 werd de 1,6 litermotor met 72 kW (98 pk) van de Lada Priora ingebouwd. Daardoor werd een topsnelheid van meer dan 190 km/u mogelijk. Alle drie de Samara-modellen maakten nog een derde van de totale productie van AvtoVAZ uit maar van export naar landen van de Europese Unie was geen sprake meer.
In 2012 eindigde de productie van de vierdeurs sedan, de hatchbacks werden nog geproduceerd tot eind 2013. Het laatste geproduceerde model was een spierwitte VAZ 2114. In Nederland heeft Lada met 19.057 bijna 20.000 exemplaren aan de man weten te brengen. De tweede generatie is nooit op de markt geweest. Vanaf 1999 werd in Nederland de Lada 110 aangeboden en die kan daarmee worden beschouwd als de opvolger van de Samara.
Modellen in productie:
Granta · 
Largus · 
Vesta · 
XRAY · 
Niva

Modellen niet meer in productie:
1200 · 
1300 · 
1500 · 
1600 · 
2105 · 
2107 · 
2104 · 
Oka · 
Samara · 
110 · 
111 · 
112 · 
Nadezjda ·
Kalina ·
Priora